# Tuolumne River
Der Tuolumne River [tuːˈɒləmi ˈɹɪvɚ] ist ein Fluss im US-Bundesstaat Kalifornien. Der Fluss entspringt im Yosemite National Park nahe dem Tioga Pass in der Sierra Nevada und fließt fast parallel zum Merced River nach Westen. Nach ca. 250 Kilometer mündet er in den San Joaquin River. Die größte Stadt am Flusslauf ist Modesto.
Im oberen Bereich des Flusses durchquert er die Tuolumne Meadows und den  Grand Canyon of the Tuolumne River. Unterhalb davon wird er im Hetch Hetchy Valley gestaut. Außerhalb des Yosemite-Nationalparks vereinigt er sich mit den Nebenflüssen Middle Fork Tuolumne River bzw. South Fork Tuolumne River.